# Sacramento Monarchs
Las Sacramento Monarchs (en español, Monarcas de Sacramento) fueron un equipo profesional de baloncesto femenino de los Estados Unidos con sede en Sacramento, California. Competían en la Conferencia Oeste de la Women's National Basketball Association (WNBA) y disputaban sus partidos como locales en el ARCO Arena.
El equipo fue fundado en 1997 como una de las franquicias originales de la WNBA y desapareció en 2009 después de que la familia Maloof renunciase a seguir operando la franquicia. A lo largo de su historia las Monarchs ganaron un campeonato de WNBA y dos títulos de conferencia.

## Historia

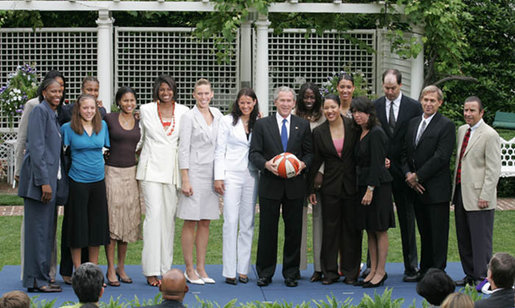
Las Monarchs,en mayo de 2006 con George W. Bush.

Su nombre, Monarch, hacía referencia a las mariposas monarcas, haciendo además referencia directa al nombre de su equivalente masculino en la NBA, los Sacramento Kings. Tras unos titubeantes comienzos en la liga, terminando las dos primeras temporadas con más derrotas que victorias, a partir de 1999 han sido casi fijas en los Play-offs. Pero no fue hasta la temporada 2004-2005 cuando consiguieron plantarse en las finales, derrotando a las Connecticut Sun por 3 victorias a 1. Era la primera vez en la historia que un equipo de la ciudad de Sacramento se hacía con un título en una gran competición. Al año siguiente repetirían presencia en las finales, en esta ocasión perdiendo ante las Detroit Shock por un apretado 3-2.

## Trayectoria
Nota: G: Partidos ganados P:Partidos perdidos %:porcentaje de victorias
| Temporada           | G   | P   | %    | Playoffs                                                        | Resultado                                                                       |
| ------------------- | --- | --- | ---- | --------------------------------------------------------------- | ------------------------------------------------------------------------------- |
| Sacramento Monarchs |     |     |      |                                                                 |                                                                                 |
| 1997                | 10  | 18  | .357 |                                                                 |                                                                                 |
| 1998                | 8   | 22  | .267 |                                                                 |                                                                                 |
| 1999                | 19  | 13  | .594 | Pierde en 1.ª ronda                                             | Los Angeles 71, Sacramento 58                                                   |
| 2000                | 21  | 11  | .656 | Pierde en 1.ª ronda                                             | Houston 2, Sacramento 0                                                         |
| 2001                | 20  | 12  | .625 | Gana en 1.ª ronda Pierde Final de Conferencia                   | Sacramento 2, Utah 0 Los Angeles 2, Sacramento 1                                |
| 2002                | 14  | 18  | .438 |                                                                 |                                                                                 |
| 2003                | 19  | 15  | .559 | Gana en 1.ª ronda Pierde Final de Conferencia                   | Sacramento 2, Houston 1 Los Angeles 2, Sacramento 1                             |
| 2004                | 18  | 16  | .529 | Gana en 1.ª ronda Pierde Final de Conferencia                   | Sacramento 2, Los Angeles 1 Seattle 2, Sacramento 1                             |
| 2005                | 25  | 9   | .735 | Gana en 1.ª ronda Gana Final de Conferencia Gana Finales WNBA   | Sacramento 2, Los Angeles 0 Sacramento 2, Houston 0 Sacramento 3, Connecticut 1 |
| 2006                | 21  | 13  | .618 | Gana en 1.ª ronda Gana Final de Conferencia Pierde Finales WNBA | Sacramento 2, Houston 0 Sacramento 2, Los Angeles 0 Detroit 3, Sacramento 2     |
| 2007                | 19  | 15  | .559 | Pierde en 1.ª ronda                                             | San Antonio 2, Sacramento 1                                                     |
| 2008                | 18  | 16  | .529 | Pierde en Semifinales Conferencia                               | San Antonio 2, Sacramento 1                                                     |
| 2009                | 12  | 22  | .353 |                                                                 |                                                                                 |
| Total               | 224 | 200 | .528 |                                                                 |                                                                                 |
| Playoffs            | 24  | 19  | .558 | 1 Campeonato WNBA                                               |                                                                                 |